# Miconia brevistylis
Espèce
Statut de conservation UICN

 VU B1+2c : Vulnérable
Miconia brevistylis est une espèce de plantes à fleurs de la famille des Melastomataceae endémique du Pérou.

## Publication originale
- Botanische Jahrbücher für Systematik, Pflanzengeschichte und Pflanzengeographie 42: 144. 1908.